# Thomas Rauschenbach
Thomas Rauschenbach (* 14. Dezember 1952 in Tübingen) ist ein deutscher Erziehungswissenschaftler. Er leitete von 2002 bis 2021 das Deutsche Jugendinstitut in München. Seit 2022 ist Rauschenbach Seniorprofessor an der Technischen Universität Dortmund.

## Leben und Wirken
Von 1971 bis zum Diplom 1978 studierte Rauschenbach Erziehungswissenschaft, Soziologie und Psychologie an der Universität Tübingen. 1981 erfolgte die Promotion in Erziehungswissenschaft zum Dr. rer. soc. bei Hans Thiersch.
Von 1980 bis 1983 arbeitete Thomas Rauschenbach als wissenschaftlicher Angestellter und Geschäftsführer am Institut für Erziehungswissenschaft I der Universität Tübingen und von 1983 bis 1989 ebendort als Akademischer Rat im Arbeitsbereich Sozialpädagogik. 1989 erhielt er den Lehrstuhl für Sozialpädagogik am Fachbereich 12 Erziehungswissenschaft und Soziologie der Technischen Universität Dortmund, ab 2002 war er dort beurlaubt und wurde Direktor und Vorstandsmitglied des Deutschen Jugendinstituts. Ende September 2021 trat Rauschenbach in den Ruhestand und wurde von Sabine Walper in der Leitung des Jugendinstituts abgelöst.
2008 wurde er in das Kuratorium der gemeinnützigen Bertelsmann Stiftung berufen, dem er bis 2015 angehörte. Er brachte seine erziehungswissenschaftliche Expertise in verschiedenste Projekte ein.

### Arbeitsgebiete
- Bildung im Kindes- und Jugendalter
- Soziale Berufe (Ausbildung und Arbeitsmarkt)
- Ehrenamt, Freiwilligendienste, Zivildienst
- Theorie der Sozialen Arbeit
- Verbändeforschung, Dritter Sektor
- Wohlfahrts- und Jugendverbände, Jugendarbeit
- Sozialpädagogische Forschung
- Kinder- und Jugendhilfestatistik

## Schriften (Auswahl)
- mit Walter Bien: Aufwachsen in Deutschland. AID:A – Der neue DJI-Survey, Beltz Juventa, Weinheim 2012, ISBN 978-3-7799-2259-9
- mit Hans-Uwe Otto: Die andere Seite der Bildung. Zum Verhältnis von formellen und informellen Bildungsprozessen. 2. Auflage. VS  Verlag für Sozialwissenschaften: Wiesbaden 2008.
- Zukunftschance Bildung: Familie, Jugendhilfe und Schule in neuer Allianz, Juventa, Weinheim 2009 ISBN 978-3-7799-1731-1
- mit Heinz-Hermann Krüger: Einführung in die Arbeitsfelder des Bildungs- und Sozialwesens. 4. Band der Reihe  Einführungskurs Erziehungswissenschaft, Verlag Barbara Budrich, Opladen/Farmington Hills 2006, ISBN 978-3-8252-8093-2
- mit Klaus-Jürgen Tillmann, Rudolf Tippelt und Horst Weishaupt:  Datenreport Erziehungswissenschaft 2008.  Verlag Barbara Budrich, Opladen/Farmington Hills 2008, ISBN 978-3-86649-179-3
- mit Annette Zimmer:  Bürgerschaftliches Engagement unter Druck? Analysen und Befunde aus den Bereichen Soziales, Kultur und Sport.  Verlag Barbara Budrich, Opladen/Farmington Hills 2011, ISBN 978-3-86649-435-0

Herausgeberschaften, redaktionelle Tätigkeiten
- seit 1984 Schriftleiter der „Sozialwissenschaftliche Literatur Rundschau“
- seit 1998 Mitglied in der Redaktion der Zeitschrift „Theorie und Praxis der Sozialen Arbeit“
- seit 1998 Herausgeber der Buchreihe „Grundlagentexte Sozialpädagogik/Sozialarbeit“ im Juventa Verlag
- seit 1998 Mitherausgeber der „Zeitschrift für Erziehungswissenschaft“